# Cynaeda forsteri
Cynaeda forsteri là một loài bướm đêm trong họ Crambidae.